# رالف بيكر (لاعب كرة قدم أمريكية)
رالف بيكر (بالإنجليزية: Ralph Baker)‏ هو لاعب كرة قدم أمريكية أمريكي، ولد في 25 أغسطس 1942 في لويستاون في الولايات المتحدة.

## وصلات خارجية
- رالف بيكر على موقع مرجع كرة القدم المحترفة.كوم (الإنجليزية)